# Lista över Antigua och Barbudas generalguvernörer

Generalguvernörens standar.

Detta är en lista över Antigua och Barbudas generalguvernörer.
| Namn             | Ämbetsperiod                   |
| ---------------- | ------------------------------ |
| Wilfred Jacobs   | 1 november 1981 – 10 juli 1993 |
| James Carlisle   | 10 juli 1993 – 30 juli 2007    |
| Louise Lake-Tack | 17 juli 2007 – 14 augusti 2014 |
| Rodney Williams  | 14 augusti 2014 –              |